# Akkaia taiwana
Akkaia taiwana är en insektsart. Akkaia taiwana ingår i släktet Akkaia och familjen långrörsbladlöss. Inga underarter finns listade i Catalogue of Life.